# 레인 챈들러
레인 챈들러(Robert Chandler Oakes, 1899년 6월 4일 ~ 1972년 9월 14일)는 미국의 배우, 텔레비전 배우, 영화배우이다.

## 영화
- 돌아온 조로 (1959년)
- 서부의 파라딘 (1957년)
- 론 레인저 (1956년)
- 딜론 보안관 (1955년)
- 샤이안 (1955년)
- 인디언 전사 (1955년)
- 리빙 잇 업 (1954년)
- 캘러미티 제인 (1953년)
- 오명의 목장 (1952년)
- 러스티 맨 (1952년)
- 웰 (1951년)
- 론 레인저 - 49년 시리즈 (1949년)
- 툴사 (1949년)
- 삼손과 데릴라 (1949년)
- 어 소던 양키 (1948년)
- 어 송 이즈 본 (1948년)
- 투 가이스 프럼 텍사스 (1948년)
- 페일페이스 (1948년)
- 붉은 강 (1948년)
- 추적 (1947년)
- Monsieur Beaucaire (1946년)
- 러버 컴 백 (1946년)
- 검은 거울 (1946년)
- 퍼플 몬스터 스트라이크 (1945년)
- 샌 안토니오 (1945년)
- 여행 가방 (1945년)
- 어롱 케임 존스 (1945년)
- 폴로우 더 보이즈 (1944년)
- 로라 (1944년)
- 옛날 옛적 (1944년)
- 데스티네이션 도쿄 (1943년)
- 데이 갓 위 컨버드 (1943년)
- 돈 윈슬로 오브 더 네이비 (1942년)
- 멘 오브 텍사스 (1942년)
- 립 더 와일드 윈드 (1942년)
- 스파이더 리턴즈 (1941년)
- 그린 호넷 2 (1941년)
- 아이 원티드 윙스 (1941년)
- 요크 상사 (1941년)
- 버지니아 시티 (1940년)
- 그린 호넷 (1940년)
- 북서 기마 순찰대 (1940년)
- 벅 로저스 (1939년)
- 세인트 루이스 블루스 (1939년)
- 철가면 (1939년)
- 스파이더스 웹 (1938년)
- 론 레인저 (1938년)
- 내가 법이다 (1938년)
- 플래시 고든의 화성 여행 (1938년)
- 마리 앙투아네트 (1938년)
- 돌아온 조로 (1937년)
- 로잘리 (1937년)
- 더 파이어플라이 (1937년)
- 키드 갈라드 (1937년)
- 쓰리 스마트 걸스 (1936년)
- 플래쉬 고든 (1936년)
- 평원의 사나이 (1936년)
- 메리 위도우 (1934년)
- 살인 누명 (1933년)
- 대홍수 (1933년)
- 로마 스캔달 (1933년)